# Karl Iro
Karl Iro (25. září 1861 Cheb – 12. října 1934 Vídeň) byl rakouský a český novinář a politik německé národnosti, na konci 19. a počátkem 20. století poslanec Českého zemského sněmu a Říšské rady; představitel nacionálně radikálního a antisemitského proudu sudetoněmecké politiky.

## Biografie
Vystudoval reálnou školu, pak nastoupil do cukrářského podniku svého otce a po otcově smrti ho převzal. Sám se soukromě vzdělával, přispíval do německojazyčného tisku a později se stal kočujícím učitelem pro německý Schulverein für Deutsche. Tento spolek byl antisemitsky a nácionálně radikálně orientován, byl ovšem následně rozpuštěn. Iro potom převzal redigování listu Unverfälschte deutsche Worte, který ve Vídni založil Georg von Schönerer. Vydával básně v chebském německém nářečí. Podporoval autonomii Chebska na Čechách. Angažoval se i v politice. Od roku 1885 zasedal v obecní radě v Chebu.
Koncem století se zapojil do zemské politiky. Ve volbách v roce 1895 byl zvolen v městské kurii (volební obvod Cheb) do Českého zemského sněmu. Uvádí se jako všeněmec a antisemita. Jako jediný zástupce tohoto politického proudu zasedal na sněmu mimo kluby, coby nezařazený poslanec. Mandát zde obhájil i ve volbách v roce 1901, opět coby všeněmec, nyní společně s několika dalšími podobně orientovanými poslanci. Zvolen byl rovněž ve volbách v roce 1908, nyní za kurii venkovských obcí (obvod Žlutice, Bochov, Manětín). Uváděn jako všeněmec, stoupenec Georga von Schönerera. Svými názory patřil mezi nejradikálnější představitele českých Němců. V rozpočtové debatě na sněmu v únoru 1896 se vyslovil pro samostatnost Chebska na Čechách. Návrh vzbudil značné emoce mezi českými poslanci.
Ve volbách roku 1897 se stal i poslancem Říšské rady (celostátní zákonodárný sbor), kde zastupoval kurii venkovských obcí, obvod Planá, Teplá, Tachov atd. Již na schůzi 13. října 1897 oznámil rezignaci na mandát, ale ihned poté byl znovu zvolen. Mandát obhájil za stejný obvod ve volbách roku 1901. Do vídeňského parlamentu se dostal i ve volbách roku 1907, konaných již podle všeobecného a rovného volebního práva, kdy uspěl za obvod Čechy 120. do poslaneckého klubu Všeněmecká skupina. Mandát obhájil za stejný obvod i ve volbách roku 1911. Byl nezařazeným poslancem.
Po válce zasedal ještě v letech 1918–1919 jako poslanec Provizorního národního shromáždění Německého Rakouska (Provisorische Nationalversammlung).